# Villeneuve-lès-Maguelone
Villeneuve-lès-Maguelone é uma comuna francesa na região administrativa da Occitânia, no departamento de Hérault. Estende-se por uma área de 35.12 km², e possui 10.178 habitantes, segundo o censo de 2018, com uma densidade de 290 hab/km².